# Joseph Ti-kang
Joseph Ti-kang (chiń. 狄剛; pinyin Dí Gāng; ur. 7 maja 1928 w Xinxiang, zm. 29 grudnia 2022) – tajwański duchowny rzymskokatolicki, w latach 1989–2004 arcybiskup Tajpej.

## Życiorys
Święcenia kapłańskie przyjął 20 grudnia 1953. 21 czerwca 1975 został prekonizowany biskupem Jiayi. Sakrę biskupią otrzymał 22 lipca 1975. 22 lipca 1975 został mianowany biskupem koadiutorem Tajpej. 11 lutego 1989 objął urząd arcybiskupa Tajpej. W latach 1993–1999 pełnił funkcję przewodniczącego Katolickiego Uniwersytetu Fu Jen.
24 stycznia 2004 przeszedł na emeryturę.